# Alstroemeria burchellii
Alstroemeria burchellii är en alströmeriaväxtart som beskrevs av John Gilbert Baker. Alstroemeria burchellii ingår i släktet alströmerior, och familjen alströmeriaväxter. Inga underarter finns listade i Catalogue of Life.